# باتريك داوني
باتريك داوني (بالإنجليزية: Patrick Downey)‏ هو لاعب كرة قدم أمريكية أمريكي، ولد في 21 يونيو 1974 في سالم في الولايات المتحدة.